# Chronik der Stadt Düren/seit 2001
Diese Liste ist eine Teilliste der Chronik der Stadt Düren. Sie listet datierte Ereignisse des 21. Jahrhunderts in Düren auf.

## 2001
- In diesem Jahr vereinigen sich die Traditionsvereine Düren 99 und Schwarz-Weiß 1896 zum neuen Verein Schwarz-Weiß Düren 99. Das Landgericht Aachen stellte jedoch im März 2002 fest, dass die Fusion unwirksam sei.
- Frühjahr: Im Stadtrat und in der Presse wird sehr kontrovers über den Bau einer Tiefgarage unter dem Kaiserplatz diskutiert. Das Projekt wird aber nicht weiterverfolgt.
- 30. Juni: Die Missionare der hl. Familie verlassen wegen Nachwuchsmangel Düren.
- 1. August: Die letzten Nonnen der Ursulinen verlassen das Kloster in der Bismarckstraße.
- November/Dezember: In Höhe der Stadtrandsiedlung/Schöne Aussicht errichtet die Firma Umweltkontor drei 77 m hohe Windräder.
- 31. Dezember: Letzter Tag der Deutschen Mark (DM), die am 20. Juni 1948 im Zuge einer Währungsreform eingeführt wurde. Durch eine Währungsumstellung kommt ab dem 1. Januar 2002 der Euro.

## 2002
- Januar: Die Erben Sturm verkaufen den ehemaligen Ratskeller, der seit dem 31. Dezember 2001 nicht mehr bewirtschaftet wird, an die Familie Jungbluth aus Nord-Düren, die im Ratskeller ein Café betreiben will. Familie Jungbluth betreibt bereits vorher ein kleines Café Ecke Eisenbahnstraße/Josef-Schregel-Straße.
- 2. März: Heute wird in der Zeitung bekannt gegeben, dass im September ein Flugzeug „Airbus“ der Lufthansa auf den Namen „Düren“ getauft werden soll. Bisher trug ein Minensuchboot (Hohlstablenkboot) den Namen über die Weltmeere.
- Mai: Das Caféhaus Jungbluth Ecke Weierstraße/Markt wird nach völligem Umbau eröffnet. Das Café Jungbluth Ecke Neue Jülicher Straße/Eisenbahnstraße wird geschlossen. Das Café besteht bis zum Umzug nach Kreuzau im Jahre 2011.
- 13. Mai: Das internationale Radrennen „Giro d’Italia“ passiert Düren auf der Etappe von Köln nach Lüttich. Zuletzt kam dieses Radrennen vor 29 Jahren durch Düren.
- Anfang Juni: Es wird in der Presse bekannt gegeben, dass die Landeszentralbank mit 28 Mitarbeitern (Ecke A.-Klotz-Straße/Goethestraße) ab 2007 geschlossen wird.
- 5. Juni: Heute wird bekannt, dass die Landwirtschaftsschule in der Rütger-von-Scheven-Straße, die seit 1925 besteht, zum Ende des Schuljahres 2002/2003 geschlossen wird, da die Zahl der Schüler stark abgenommen hat. Die Schüler müssen dann nach Köln-Auweiler.
- 7. Juni: Die Dürener Kreisbahn (DKB) befährt erstmals die Strecke Jülich-Linnich.
- Juli: Die Schützenbruderschaft „Constantia 1877 e.V.“ wird 125 Jahre alt
- 5. Juli: Nach mehr als 125-jähriger Tradition gibt die Kongregation der Franziskanerinnen von Salzkotten die Trägerschaft des Krankenhauses Birkesdorf auf. Es geht auf die Caritas-Trägerschaft-West (CTW) über, zu der auch schon das Augustinus-Krankenhaus Lendersdorf gehört.
- 17. Juli: Erster Spatenstich zum Neubau des AOK-Gebäudes an der Aachener Straße Es soll ein Duplikat des neuen Polizeigebäudes werden.
- 22. Juli, 7:44 Uhr: Die Erde wackelte. Das Zentrum des Erdbebens lag bei Alsdorf und erreichte eine Stärke von 4,8 auf der nach oben offenen Richterskala. Kleinere Schäden im Bereich Jülich und Linnich (umgestürzte Kamine etc.).
- 9. September: Die Gattin des Dürener Bürgermeisters, Marion Larue, tauft auf dem Frankfurter Flughafen einen Airbus A340 auf den Namen „Düren“. Die Maschine hat 247 Sitzplätze und fliegt hauptsächlich in die Metropolen Nord- und Südamerikas, Afrikas und Asiens.
- 1. Oktober: CDU, FDP und Bürgerunion im Kreistag beschließen den Bau einer Multifunktionshalle in der Nippesstraße und einen Neubau für das Kreishaus auf dem Gelände des ehemaligen Citybades, Marienstraße.
- 23. Oktober: Eine Delegation aus der Stadt Düren unter Bürgermeister Paul Larue unterzeichnet in der chinesischen Stadt Jinhua eine Partnerschaftsurkunde. Es ist eine Zusammenarbeit auf den Gebieten Wirtschaft, Handel, Kultur und Personalausbildung geplant.
- 15. Dezember: Seit diesem Tag verkehrt im 20-Minuten-Takt die 357 Millionen Euro teure S-Bahn-Linie S 13 zwischen Düren und Köln. D-Züge halten dafür nicht mehr in Düren.
- 17. Dezember: Der Orden der Cellitinnen stellt die Pläne zur Bebauung des Geländes an der Kölnstraße vor (60 Altenheimplätze, Kloster). Die bisherigen Aufbauten (Kirche Sankt Peter Julian, Kloster etc.) werden abgerissen. Abrissbeginn: Juni 2003.
- 19. Dezember: Die Dürener Kreisbahn kauft von der Deutschen Bahn AG die 310.000 m² große Gleisanlage von Düren bis Zülpich zum Preis von rund 860.000 Euro.

## 2003
- Februar: Die Stadt beginnt mit Baumfällarbeiten nördlich der Johannesbrücke. Dort wird eine zweispurige Behelfsbrücke gebaut, damit die Johannesbrücke völlig erneuert werden kann.
- 18. Mai: 1. Weinmarkt in der Stadt Düren
- 17. Juli: Bei den Bauarbeiten zur Fundamentierung des „Büro-Center Stadttor“ kommen die Fundamente des 1854 abgebrochenen Philipstors zum Vorschein.
- 17. Juli: Unterhalb der Brücke Tivolistraße werden die alten Fundamente der Rurbadeanstalt entfernt.
- 17. Juli: Heute fällt der offizielle Startschuss für den Neubau der Johannesbrücke. Bis Mitte September wird eine Behelfsbrücke errichtet. Die Gesamtbauzeit soll zwei Jahre dauern.
- 29. August: Mit einem „Tag der offenen Tür“ stellt die AOK ihr neues Gebäude in der Aachener Straße/Ecke H.-Heine-Straße der Bevölkerung vor. Vorher war die AOK in der Stürtzstraße. Dieses Gebäude wurde 2009 abgebrochen. Später wurde dort ein Altenwohnheim errichtet.
- 24. September: Die zum Abbruch freiliegende Johannesbrücke stürzt abends mit lautem Getöse in die Rur. Sie war schon so altersschwach, dass sie von selbst einstürzte.
- 6. Oktober: Auf der dem Bahnhof gegenüberliegenden Seite stürzen zwei Lokomotiven der Dürener Kreisbahn bei Rangierarbeiten eine Böschung herunter.
- 15. bis 21. November: Durch den ersten Bürgerentscheid in der Geschichte Dürens wird die Zeder am jetzigen Stadtcenter nicht gefällt.

## 2004
- 27. Mai: Erster Spatenstich für ein neues Parkhaus auf dem ehemaligen Kaufhofparkplatz neben der Dresdner Bank in der Schützenstraße, früherer Standort der Synagoge
- 14. August: Am Berufskolleg Kaufmännische Schulen in der Euskirchener Straße wird das Sportstadion eingeweiht.
- 15. September: Erster Spatenstich für das neue StadtCenter hinter dem Kaufhaus C&A
- 27. November: Einweihung des neuen Parkhauses in der Schützenstraße
- 21. Dezember: Der Neubau der dritten Johannes-Brücke über die Rur in der Aachener Straße wird eingeweiht.

## 2005
- 1. Mai: Der Aachener Bischof Heinrich Mussinghoff weiht das Altenheim und das Eucharistinerkloster der Cellitinnen in der Kölnstraße ein.
- 6. Juni: In der Hohenzollernstraße und in der Schenkelstraße werden die ersten neun Stolpersteine verlegt.
- 6. Juni: Landrat Wolfgang Spelthahn begrüßt im Kreishaus eine Delegation des Dorchester Countys/Maryland/USA, westlich von New York gelegen. Der Kontakt zu diesem Kreis wurde von der Fa. Gebr. Kufferath initiiert. Jetzt haben wir auch einen Partnerkreis.
- 1. August: Zum ersten Mal nach 27 Jahren wird auch ein Mister Annakirmes gewählt. Mister Annakirmes wurde Alexander Müller und Miss Annakirmes wurde seine Freundin Violetta Sapia.
- 3. August: Der erste Kommandant des Minensuchbootes Düren, Kurt Lau, stirbt im Alter von 83 Jahren.

## 2006
- In Düren findet der erste Kinderkarnevalszug statt (immer letzter Sonntag im Januar).
- 30. September: Die seit 1992 an der Stockheimer Landstraße in einem ehemaligen Kasernengebäude bestehende Außenstelle der Bezirksregierung Arnsberg wird geschlossen. Die restlichen Asylanten aus der Gemeinschaftsunterkunft kommen nach Hemer.

## 2007
- 30. November: Das Traditionsgeschäft Peter Thelen (Herrenmoden), Josef-Schregel-Straße 64 d (Norddüren), genannt Thelen’s Brassel, schließt sein Geschäft.
- 30. November: Der Dürener Projektentwickler Hermann-Josef Schneider gibt bekannt, dass die holländische Hotelkette Sandton die ehemalige Stadthalle in der Bismarckstraße zu einem Hotel mit 280 Betten und Restaurant mit 200 Plätzen sowie gleichzeitiger Nutzung der Stadthalle als Versammlungsstätte ausbauen will. Fertigstellung: 2009. Zuvor hatte die Stadt im Sommer einen Erbbaurechtsvertrag mit dem Projektentwickler abgeschlossen.

## 2008
- 31. Januar: Das Traditionsgeschäft Bettenhaus Thiemonds, Josef-Schregel-Straße 34, schließt.
- 19. Mai: Erster Spatenstich zum Hotelneubau der niederländischen Sandton-Gruppe an der ehemaligen Stadthalle in der Bismarckstraße.
- 31. Mai: Herbert Grönemeyer tritt „Open Air“ auf dem Parkplatz der Fa. tedrive (ehemals Ford, Stockheimer Landstraße) vor etwa 35.000 Zuschauern auf.
- 31. Mai: Die letzten vier Schwestern der „Schwestern des heiligen Franziskus, Töchter der heiligen Herzen Jesu und Mariä“ verlassen nach 140 Jahren das St. Marien-Hospital in Birkesdorf und kehren in das Mutterhaus nach Salzkotten zurück.
- 31. Mai: In der Ringstraße in Birkesdorf wird der Grundstein für die neue Bürgewaldschule (Sonderschule des Schulverbandes mit Merzenich und Niederzier) gelegt. Die bisherige Schule in Arnoldsweiler war zu klein geworden.
- Dezember: Auf dem Wirteltorplatz wird das schmiedeeiserne Hochkreuz wieder aufgestellt, welches 1708 an der Wirteltränke vor dem Wirteltor im Kreuzungsbereich der heutigen Josef-Schregel-Straße/Kuhgasse/Arnoldsweilerstraße aufgestellt worden war.

## 2009
- März: Das Stadtmuseum Düren soll im ehemaligen Sparkassengebäude Ecke Cranachstraße/Arnoldsweilerstraße eingerichtet werden.
- 31. März: Die Samen- und Zoohandlung Weiser GmbH & Co. KG in der Wilhelmstraße 32 schließt.
- 24. Mai: Erster Helfertag auf dem Annakirmesplatz mit Feuerwehr, Polizei, THW, DRK, MHD, ASB etc.
- 15. Juni: Der Intercity ICE 545, der von Aachen über Köln nach Berlin fährt, hält zum ersten Mal in Düren. Zukünftig verkehrt er Mo.–Sa. um 7:58 Uhr.
- 1. Juli: Die Menschen der Stadt und des Kreises, die auf staatliche Leistungen angewiesen sind, können erstmals ein Mobilticket für 15 Euro erwerben.
- 6. Juli: Die Tivolistraße wird zwischen Mariaweilerstraße und Rurstraße gesperrt. Die Bismarckbrücke über die Rur muss erneuert werden. Voraussichtliche Bauzeit: 9 Monate.
- 26. August: Erster Spatenstich für das seit zehn Jahren geplante Fahrradparkhaus am Bahnhof Düren. (Kosten: 750.000 Euro, Fertigstellung: April 2010)
- Oktober: In der Eisenbahnstraße gegenüber dem Haus der Stadt wird das Traditionsgeschäft Möbelhalle Müller abgerissen.
- 26. Oktober: Beginn des Abbruchs des ehemaligen Verwaltungsgebäudes der AOK (Allgemeinen Ortskrankenkasse) in der Stürtzstraße
- November: Die Bürgewaldschule, früher in Arnoldsweiler, nimmt den Betrieb im Neubau in Birkesdorf auf. Nach Sanierung soll das alte Gebäude zum Schuljahr 2010/11 die Grundschule Arnoldsweiler aufnehmen.
- 20. Dezember: Das an- und umgebaute Leopold-Hoesch-Museum wird der Bevölkerung bei einem Tag der offenen Tür vorgestellt. Die offizielle Eröffnung erfolgt später.
- Ende 2009: Das Rücktrittsrecht vom Erbbaurechtsvertrag der Stadt Düren mit dem Projektentwickler bezüglich des Stadthallengeländes erweist sich als wahrscheinlich nicht haltbar. Es beginnen juristische Auseinandersetzungen um die Stadthalle, die indes weiter verfällt.

## 2010
- 15. Januar: 1. Spatenstich für das neue Jobcenter in der Bismarckstraße (ehemals City-Bad)
- 1. März: Die letzten beiden Schwestern der Salzkottener Franziskanerinnen, Schwester M. Christophora und M. Petra verlassen das Marienhospital Birkesdorf.
- 24. März: 1. Spatenstich für den neuen Baumarkt „Bauhaus“ an der Bundesstraße 56, Kreuzung Arnoldsweiler/Birkesdorf. Auf dem 100.000 m² Grundstück sollen 20.000 m² Verkaufsfläche entstehen.
- 8. Mai: Die Tivolistraße war am 6. Juli 2009 wegen des Neubaus der Bismarckbrücke gesperrt worden. Heute wurde sie wieder für den Verkehr freigegeben.
- 26. Mai: Auf der Kläranlage „Merkener Busch“ werden die drei Faultürme (Ostereier) und drei Blockheizkraftwerke, die etwa 75 % des benötigten Energiebedarfs erzeugen, in Betrieb genommen. Die Maßnahme hat 23,5 Mio. Euro gekostet. Die Türme sind 28 m hoch und haben ein Fassungsvermögen von je 6000 m³.
- 3. September: An der Stockheimer Landstraße wird der erste Spatenstich für den neuen Baumarkt OBI gemacht, der aber im Rohbau schon fast fertig ist.
- 4. September: Das erste Fahrradparkhaus am Dürener Bahnhof wird mit einem „Tag der offenen Tür“ eingeweiht. Es kostete 740.000 Euro.
- 5. September: Nach Umbau wird die Marienkirche wiedereröffnet.
- 23. Oktober: Eröffnung von Bauhaus im Fehlender Feld 11/Ecke Thomas-Mann-Straße
- 2. November: Eröffnung des Stadt- und Kreisarchives nach dem Umzug vom Rathaus in das Haus der Stadt

## 2011
- 11. Februar: Die Stadtwerke Düren (SWD) erklären, dass ab 2010 Merzenich und Düren 3,2 Mio. m³ Trinkwasser aus der Wehebachtalsperre beziehen werden (Gesamtverbrauch 5,5 Mio. m³ pro Jahr). Das Wasserwerk in Obermaubach bleibt in Reserve bestehen. Das Wehebachwasser ist weniger belastet und braucht daher weniger Aufbereitung.
- Beim Aushub der Fundamente für das neue Einkaufscenter auf dem ehemaligen Postgelände an der Hohenzollernstraße stoßen die Bagger auf Reste der alten Stadtmauer.
- 24. März: Die Bundesregierung beschließt. die Aussetzung der Wehrpflicht. Die Bundeswehr ist ab dem 1. Juli eine Freiwilligenarmee.
- Juni: Abbruch der ehemaligen Disco Coupe in der Kölnstraße
- Ende Juni: Vor dem Leopold-Hoesch-Museum wird die 80 t schwere Steinskulptur „Ursprung“, die aus „Anröchter Dolomit“ besteht, vom Künstler Ulrich Rückriem aufgestellt.
- 1. Juli: Stadt und Kreis legen ihre Ausländerbehörden im Kreishaus zusammen.
- 16. Juli: Richtfest der Wohnanlage „Am Holzbendenpark“, früheres AOK-Gebäude in der Stürtzstraße, für Senioren und Behinderte
- 18. September: Beim Stadtfest wird in der ehemaligen Stadtgärtnerei in der Valencienner Straße anlässlich des zehnjährigen Bestehens der Städtepartnerschaft mir Jinhua in China ein Glückspavillon von chinesischen Arbeitern errichtet.
- 30. September: Die Papierverarbeitung Gebrüder Heyder in der Dechant-Vaaßen-Straße wird geschlossen.

## 2012
- 1. Januar: Der DSB (Dürener Service-Betrieb, früher Fuhrpark) übernimmt von den Stadtwerken Düren das Hallenbad Am Jesuitenhof und die Straßenbeleuchtung in der Stadt.
- 20. Januar: an einem Windrad zwischen Düren und Merzenich bricht nach einem Blitzeinschlag am Vortag ein Rotorblatt ab. Der Sockel blieb jahrelang stehen. Im Oktober 2016 wurde ein neues Windrad aufgebaut.
- 31. Januar: Die Seniorenwohnanlage „Am Holzbendenpark“ in der Stürtzstraße (ehemals AOK-Gebäude) mit 54 Zimmern wird eingeweiht. Es ist schon seit Mitte Dezember 2011 in Betrieb. Betreiber ist die Ursula-Schmidt-GmbH, die auch Gut Köttenich in Aldenhoven betreibt. Dort ist auch der Firmensitz.
- 15. Februar: Das Textilunternehmen Wehmeyer, seit einiger Zeit von der Fa. Adler aus Aachen übernommen, schließt in Düren seine Pforten am Wirteltorplatz/Josef-Schregel-Straße.
- 1. März: Am Dürener Krankenhaus ist die Sanierung des Westflügels abgeschlossen. Außerdem wird die für 4,8 Mio. Euro aufgestockte 9. Etage, die Privatstation „Düren“, eingeweiht.
- 16. März: Josef Vosen wird zum achten Ehrenbürger von Düren ernannt.
- 6. März bis 9. Juli: Das gesamte Rathaus wird wegen der notwendigen Sanierung geräumt. Die Arbeiten werden bis 2015 dauern.
- 21. August: Ehrenbürger Josef Vosen verstirbt nach einem Herzinfarkt in Griechenland.
- 22. September: Im Adenauerpark in der Kölnstraße wird das von Prof. Dieter Patt, Neuss, geschaffene 4,50 m hohe Denkmal Konrad Adenauer eingeweiht
- 11. Oktober: P&C (Peek und Cloppenburg) eröffnet am Wirteltorplatz die 26. Filiale in NRW (ehemals Wehmeyer)
- Dezember: Rosi und Manfred Walter beenden nach 24 Jahren ihre Wirtstätigkeit im Gasthaus „Zum Franziskaner“ und verziehen nach Brühl. Das Traditionshaus ist vorerst geschlossen.

## 2013
- Durch Eigentümerwechsel wird das Cometkino in „Das Lumen“ umgeändert. Es hat jetzt acht Kinos
- Anfang Januar: Auf dem Gelände der ehemaligen Fa. Hannemann (Herstellung von Akkumulatoren, Stromerzeugern etc.), die 1832 gegründet und 1997 geschlossen wurde, beginnen die Abbrucharbeiten der Gebäude (Ecke Valencienner Straße/Bahnstraße). Das Gelände ist 25.000 m² groß.
- Juni: Der Projektentwickler Hermann-Josef Schneider teilt mit, das Erbbaurecht nebst aufstehender Immobilie der Stadthalle verkauft zu haben. Die Pläne des neuen Eigentümers, neben einem Hotel auch Einzelhandelsflächen zu schaffen, werden von der Politik abgelehnt.
- 1. September: Das Hotel-Restaurant „Zum Nachtwächter“ in der Kölner Landstraße wird geschlossen.
- 22. Dezember: Der Rurpark in Birkesdorf wird nach dem Dürener Ehrenbürger Josef Vosen benannt.

## 2014
- 5. Januar: Das Restaurant „Schöne Aussicht“ bei Merzenich muss nach 200 Jahren geschlossen werden. Der 5. Januar ist der letzte Öffnungstag. Familie Fuhs musste das Restaurant aufgeben, da tektonische Störungen vorliegen. Das Gebäude wird abgebrochen.
- 10. April: Am 10. April 2014 unterzeichneten der Krankenhaus-Geschäftsführer Gereon Blum und Hartmut Krabs-Höhler, Vorsitzender des DRK-Landesverbands Nordrhein, eine bislang in Nordrhein-Westfalen einmalige Kooperationsvereinbarung. Erstmals richtet das DRK an einem Akutkrankenhaus eine Berufsfachschule für den Rettungsdienst ein.
- Mai: Die Volleyball-Mannschaft „evivo Düren“ wird in „SWD Powervolleys Düren“ umbenannt
- 15. Mai: Im Park des Krankenhauses Düren sollen zwei gleiche Ärztehäuser gebaut werden, und zwar Haus I für die Pathologie und Haus II als Tumorzentrum. Der erste Spatenstich erfolgte am 15. Mai 2014. Die Kosten belaufen sich voraussichtlich auf 7,5 Millionen Euro.
- 21. Mai: Die DURIA-Genossenschaft macht den ersten Spatenstich zum Neubau eines Büro- und Schulungsgebäudes im interkommunalen Gewerbegebiet an der Stockheimer Landstraße
- 24. Mai: An der Mariaweiler Landstraße wird der Gewerbepark „Alte Molkerei“ von Michael Hommelsheim eröffnet.
- 25. Mai: Wahlergebnis der Kommunalwahl:
  - CDU 40,97 %
  - SPD 32,48 %
  - Grüne 9,74 %
  - FDP 3,32 %
  - Die Linke 5,29 %
  - BfD 2,08 %
  - Freie Liste 0,59 %
  - AfD 5,52 %
- 16. Juni: Am Gürzenicher Badesee wird ein 2-Mast-Wasserski-Anlage mit 164 m Länge eingeweiht
- 23. Juni: Die Dürener Westkampfbahn wird als DFB-Stützpunkt (Deutscher Fußball-Bund) anerkannt.
- 25. Juni: Die Dürener Parteien, die im Rat vertreten sind (SPD, FDP, Linke, Grüne) schließen einen Koalitionsvertrag
- 29. Juli: Am evangelischen Friedhof auf dem Gelände der ehemaligen Discothek wird der Grundstein für eine Trauerhalle für 40 bis 60 Personen und ein Columbarium mit 400 Fächern für Urnen gelegt. Architekt ist Wolfgang Zelck.
- 17. September: Das neue Autobahnteilstück von Düren nach Köln zwischen Ellen und Elsdorf wird in Fahrtrichtung Köln freigegeben, somit auch die neue Autobahnauffahrt in Merzenich Rtg. Köln
- 24. September: Das neue Autobahnteilstück von Köln nach Düren zwischen Elsdorf und Ellen wird in Fahrtrichtung Aachen freigegeben, somit auch die neue Autobahnauffahrt in Merzenich Rtg. Aachen. Die Baukosten betragen 170 Mio. Euro.
- 12. Oktober: Auf dem Gürzenicher Badesee fand nach 2013 das zweite vom ADAC ausgerichtete Motorbootrennen statt.
- 17. Dezember: Die ersten zwei Fahrspuren der neuen Eisenbahnbrücke Schoellerstraße werden für den Verkehr freigegeben.

## 2015
- Januar: 150 Jahre Uhren-Schmuck de la Haye, Markt 18.
- 19. Januar: Erster Spatenstich für den Anbau an das Verwaltungsgebäude des Wasserverbandes Eifel-Rur an der Josef-Schregel-Straße; Baukosten: 5 Millionen Euro.
- 27. Januar: Es wird bekannt, dass die Stadt Düren das seit dem 1. September 2013 geschlossene Hotel „Zum Nachtwächter“ in der Kölner Landstraße gekauft hat, um dort Flüchtlinge unterzubringen.
- April: Über eine Schwestergesellschaft hat die Rurtalbahn den Zuschlag für den Betrieb des Erft-Schwalm-Netzes ab Dezember 2017 erhalten.
- 10. April: Um 16:47 Uhr MEZ wird mit dem Abriss der Stadthalle begonnen, und zwar am Eingangsbereich.
- 19.–21. Juni: 5. Annamarkt mit historischem Festzug nach 2001, 2004, 2007 und 2010
- Juli: Die Dienststellen der Stadtverwaltung ziehen nach Sanierung wieder in das Rathaus am Kaiserplatz ein. Der größte Teil der Büros waren im ehemaligen Telekomgebäude Am Ellernbusch untergebracht.
- 4. Juli: Die Kirche St. Cyriakus in Niederau wird entweiht und zur Grabes- und Auferstehungskirche umgebaut. Dort finden 1111 Urnen Platz und für Gottesdienstes bleiben 80 Plätze erhalten.
- September: Die 2011 geschlossene Papierverarbeitung Gebrüder Heyder in der Dechant-Vaaßen-Straße wird teilweise abgebrochen. Das innenstadtnahe Gelände soll zur Wohnbebauung umgenutzt werden.
- 20. November: Die beiden neuen Ärztehäuser am Dürener Krankenhaus in der Merzenicher Straße werden eingeweiht.
- 13. Dezember: Der Bördeexpress wird zur Eifel-Bördebahn und verkehrt an Sonn- und Feiertagen viermal täglich ganzjährig auf der Strecke Düren-Euskirchen und zurück als RB 28.

## 2016
- 3. August: Grundsteinlegung für die Erweiterung und den Ausbau des Papiermuseums
- 11. September: Am Stadtmuseum in der Arnoldsweilerstraße wird eine kleine Lokomotive mit 2 Kipploren aufgestellt, die an die Entschuttung Dürens erinnern soll. Sie stand bisher auf einem Privatgelände in Golzheim.
- 21. September: Beginn der Abbrucharbeiten am Blindenaltersheim Schoellerstraße/Roonstraße.
- 21. September: Der Mühlenteich in der Monschauer Straße wird über ein Rohrsystem umgeleitet, da die Teichbrücke erneuert werden muss.
- Oktober/November: Die Flüchtlingsunterkünfte in der Brüsseler Straße und in der Wolfsgasse werden gebaut.
- Oktober/November: Abbruch der ehemaligen Firma Contzen, Neue Jülicher Straße 52.

## 2017
- 7. Januar: Entweihung der Kirche St. Bonifatius, die zu einem Kindergarten umgebaut wird. Die Taufkapelle wird Gebetsraum.
- 26. Januar: Richtfest am Um- und Ausbau des Papiermuseums (Grundsteinlegung für Umbau am 3. August 2016)
- 29. Januar: Kinderkarnevalszug, bei dem erstmals das THW mit Lkws wegen möglicher Terrorangriffe den Zugweg absperrt.
- 4. April: Baubeginn am Bismarckquartier, früher Stadthallengelände
- 13. April: Erster Spatenstich zum Neubau eines Gesundheitszentrums am ehemaligen Standort des Anna-Schoeller-Hauses Ecke Schoeller-Straße/Roonstraße; Baukosten 11 Millionen Euro, geplante Fertigstellung September 2018
- Mai: Abriss des Pfarrheimes in Rölsdorf, Monschauer Straße. Dort stand vorher die alte Kirche.
- September: Das Unternehmen Basler (Modegeschäft Ecke Kölnstraße/Markt) meldet Insolvenz an.
- 19. September: Der Schriftzug RWE auf dem Bürogebäude Neue Jülicher Straße 60 wird durch WESTNETZ ersetzt.
- 30. September: Das ehemalige Jugendheim Roncalli-Haus in Düren-Süd neben der Kirche St. Josef wird geschlossen.
- 29. November: Richtfest auf dem Neubau des Gebäudes des Rhein. Blindenfürsorgevereins (RBV) Ecke Schoellerstraße/Roonstraße.

## 2018
- Januar: Abbruch der baulichen Reste des ehemaligen ersten Elektrizitätswerks der Stadt Düren (eröffnet 1901) an der Ecke Paradiesstraße/Glashüttenstraße, zuletzt Berufsbildungs- und Gewerbeförderungseinrichtung Düren.
- 2. März: Richtfest beim Bismarck-Quartier
- 22. März: Der Stadtrat beschließt, einen Teil der Straße Am Höfchen in Pastor-Gombert-Straße umzubenennen.[1]
- April: Die Stadt Düren kauft den nördlichen Teil des Bahnhofs Düren.
- 1. Mai: In der Kreuzstraße 25 wird eine Bronzetafel enthüllt. Sie erinnert an das alte ADGB-Haus (Allgemeiner Deutsche Gewerkschaftsbund), welches am 2. Mai 1933 durch die SA gestürmt wurde.
- 4. Mai: Erster Spatenstich zur Umgestaltung des Theodor-Heuss-Parks
- 17. Mai: Einweihung der neuen Rettungswache Düren-West in der Monschauer Landstraße
- 17. Mai: Beginn des Abrisses der ehemaligen Fabrikgebäude Depireux zwischen Arnoldsweilerstraße und Cranachstraße
- 30. Mai: Offizieller Produktionsbeginn des Streetscooters in Düren[2]
- 9. Juni: Einweihung des umgebauten Marktes und der unteren Kölnstraße
- 12. Juni: Beginn des Abbruchs des ehemaligen REWE-Marktes in der Kölner Landstraße schräg gegenüber dem Kloster
- 13. Juni: Erster Dürener Schlemmermarkt auf dem Markt
- 13. Juni: Ein Teil der Straße Höfchen wird in Pastor-Gombert-Straße umbenannt.
- 26. Juli: Das Teilstück der B 56n zwischen der Stockheimer Landstraße und der Kölner Landstraße wird durch NRW-Verkehrsminister Hendrik Wüst (CDU) offiziell freigegeben.[3]
- 9. September: Einweihung des Um- und Erweiterungsbaus des Papiermuseums
- 8. Oktober: Eröffnung der neuen Stahlbrücke am Heerweg, die vor etwa einem Jahr bei einem Schwertransport der Rurtalbahn beschädigt wurde und abgerissen werden musste, damals Holzbrücke
- 1. November: Das Traditions-Autohaus Ferebauer in der Monschauer Straße geht in den Besitz des Autohauses Thüllen aus Jülich über.
- 3. Dezember: Eröffnung des Dorint-Hotels (4-Sterne) in der Bismarckstraße am ehemaligen Standort der Stadthalle

## 2019
- 15. März: Die Traditionsbäckerei Fuchs in der Nideggener Straße ist zahlungsunfähig und meldet Insolvenz an. Die Bäckerei bestand seit 1868. Produziert wurde schon seit einem Monat nicht mehr.[4]
- 30. Juni: Die Borromäerinnen, die bisher das Waisenhaus St. Josef An St. Bonifatius betreut haben, verlassen nach 164 Jahren Düren und kehren in das Mutterhaus nach Trier zurück.[5]
- 8. Juli: Der Arnoldsweilerweg wird aus beiden Richtungen zur Sackgasse erklärt. Grund sind die Bauarbeiten zum Brückenschlag der B 56n.
- 12. September: Der neu erbaute Edeka-Markt Rosenzweig in der Kölner Landstraße 212 wird eröffnet.
- 19. September: Richtfest im Seniorenpark in der Neuen Jülicher Straße, ehemals Fa. Joco (Contzen)
- 21. November bis 30. Dezember: Erstmals findet der Weihnachtsmarkt auf dem Hoeschplatz vor dem Museum statt; dabei gibt es ein Riesenrad, aber kein Lichterkettenzelt und keine Eisbahn. Der Kaiserplatz kann wegen Bauarbeiten nicht genutzt werden.
- 4. Dezember: Das Bismarckdenkmal ist nach Restaurierungsarbeiten in Duisburg heute wieder im neu gestalteten Theodor-Heuss-Park („Bismarck-Quartier“) aufgestellt worden.
- 16. Dezember: Die Bördebahn fährt ab heute an Werktagen zwischen 6 und 20 Uhr alle 2 Stunden fahrplanmäßig von Düren nach Euskirchen.[6]

## 2020
- 28. Januar: Zum ersten Mal in Deutschland erkrankt in Bayern ein Mann am Virus SARS-CoV-2, dem sog. Corona-Virus.
- 21./22. März: Im Kreis Düren stirbt als erster Patient mit dem Corona-Virus eine 90-jährige Frau.
- Mai/Juni: Die Häuserreihe Scharnhorststraße ab Nr. 159 wird abgerissen.
- 17. Juli bis 30. August: Da die Annakirmes wegen des Corona-Virus ausfallen muss, findet auf dem hinteren Annakirmesplatz das „Dürener Sommer-Special“ statt (es darf nicht Kirmes genannt werden). Dort dürfen unter den bekannten Regeln 3000 Besucher gleichzeitig in das umzäunte Gelände kommen.
- 1. September: Im Holzbendenpark erfolgt der erste Spatenstich für das neue Hallenbad vom Dürener Servicebetrieb (DSB). Es soll in 19 Monaten fertig sein.[7]
- 4. September: Im ehemaligen Stadtbüro der DKB Kaiserplatz 10 eröffnet Fuhrmanns Eissalon, bekannt von der Annakirmes.
- 13. September: Wahlergebnis der Kommunalwahl:
  - CDU 33,29 %
  - SPD 28,78 %
  - Grüne 17,88 %
  - FDP 4,50 %
  - Die Linke 2,84 %
  - BfD 3,17 %
  - Einzelbewerber Hart 1,11 %
  - AfD 7,10 %
  - Piraten 1,33 %
- 27. September: Bei der Stichwahl zur Bürgermeisterwahl erhält Frank Peter Ullrich (SPD) 69,77 % der abgegebenen Stimmen, Thomas Floßdorf (CDU) 30,23 %.
- 15. Oktober: Der 1. FC Düren spielt im DFB-Pokal 2020/21 in der Allianz-Arena in München gegen den FC Bayern München und verliert dort 0:3.
- Oktober: Kurz vor dem Ende seiner Amtszeit als Bürgermeister wurde Paul Larue Ende Oktober 2020 zum Ehrenbürger der bosnischen Partnerstadt Gradačac ernannt.
- 14. November: Beginn der Abrissarbeiten an der 1966/67 erbauten Brücke über die Bahnstrecke Aachen-Köln. Daneben steht eine Ersatzbrücke.
- 16. Dezember: Schließung der ADAC-Geschäftsstelle in Düren, Kölnstraße 52
- 16. Dezember: zweiter Lockdown zunächst bis 10. Januar 2021
- 18. Dezember: Stadt und Kreis Düren unterschreiben gemeinsam den Kaufvertrag über für das 32.000 m² große Gelände zwischen der Schoellerstraße und der Lagerstraße.
- 27. Dezember: Beginn der Covid-19-Impfungen in Deutschland (Corona-Pandemie)

## 2021
- Das ehemalige Telekom-Gebäude Am Ellernbusch wird an die Stadtmarken GmbH verkauft, die dort alles zu einem „Dorf in der Stadt“ umbauen will. Die Liegenschaft hat 18.000 m² Nutzfläche.[8]
- Es wird bekannt, dass der real-Markt Am Ellernbusch unmittelbar von Kaufland und der real-Markt am Heerweg später von Globus oder Edeka übernommen werden soll.
- Das Corona-Impfzentrum des Kreises Düren im ehemaligen Telekom-Gebäude Am Ellernbusch nimmt seinen Betrieb auf; der Betrieb läuft bis zur Einstellung am 29. September 2021. In der Folge setzt der Kreis eine Impfstelle am Kaiserplatz sowie parallel Impfbusse ein.
- 30. April: Das vor 127 Jahren eröffnete Spielwarengeschäft Schuster im ehemaligen Bettenhaus Thiemonds in der Josef-Schregel-Straße schließt. Vor einem Jahr war das Geschäft von der Ecke J.-Schregel-Straße/Kuhgasse dorthin verzogen. Zuletzt wurde am neuen Standort Gebrauchtkleidung der Fa. Baltes verkauft.
- 23. April: Das letzte Teilstück der 6,6 km langen Ostumgehung B 56n zwischen der Kölner Landstraße und dem Autobahnzubringer Richtung Norden wird freigegeben.
- 30. April: Die Rurbrücke zwischen Merken und Huchem-Stammeln wird gesperrt. Ersatz ist eine provisorische Fußgängerbrücke für die Zeit der Bauarbeiten.
- 28. Mai: Abriss des SPD-Hauses Ecke Goethestraße/Holzstraße
- 13. Juni: Der Parkplatz Schützenstraße soll in einen Park umgewandelt werden.
- 28. Juni: In Kreuzau-Stockheim wird eine Zweigstelle des Instituts der Feuerwehr eröffnet.
- 14. Juli: Hochwasser in der Nordeifel an Ahr, Rur, Erft usw.
- 16.–19. Juli: Umzug des Zollamtes von der Lagerstraße/Ecke Arnoldsweilerstraße zum Gewerbegebiet „Alte Molkerei“ an der Mariaweiler Landstraße
- 16. Juli bis 7. August: Der Autobahnzubringer B 56 wird zwischen der Nordstraße und dem Arnoldsweilerweg gesperrt, da die neben dem Bestand errichtete neue Brücke über den Heerweg nach Abriss der alten Brücke an ihre Position verschoben wird.[9]
- 8. September: Der real-Markt Am Ellernbusch wird als Kaufland-Markt neu eröffnet.
- November: Bei der Druckerei Schlömer & Partner wird der Koalitionsvertrag der neuen Bundesregierung auf Zerkall-Bütten gedruckt.
- 8. November: Mit 411 m unter der Geländeoberkante erreicht im Tagebau Hambach Bagger 289 die weltweit tiefste Stelle in einem Lockergesteinstagebau.
- 30. November: Der Dorv-Laden im Grüngürtel 29 schließt nach 10 Jahren.

## 2022
- Januar: Die Heinsberger Unternehmensgruppe Frauenrath übernimmt den Industriepark Düren-Niederau von der Nouryon Chemicals GmbH.
- Januar: Die luxemburgische Odin Automotive übernimmt die Streetscooter GmbH von der Deutschen Post AG und sichert neben dem Fortbestand des Unternehmens zu, dass die Produktion mit ca. 500 Mitarbeitern am NEAPCO-Standort in Düren beibehalten und weiter diversifiziert wird.
- 24. Februar: Beginn des russischen Überfalls auf die Ukraine. In Düren werden in der Folge vor allem Sachspenden für die ukrainische Partnerstadt Stryj gesammelt.
- 6. Mai: Die Stadt gibt bekannt, dass zwei noch für das Innovationsquartier „Südlich Bahn“ benötigte Teilflächen im direkten Bahnhofsumfeld von der Deutschen Bahn AG erworben werden konnten. Die Verhandlungen dazu liefen seit 2019.
- 27. Mai: Der neu gestaltete Kaiserplatz wird feierlich eröffnet.
- 17. Juni: An der Rur im Bereich der Tivolistraße wurde der Blindgänger einer deutschen Panzerabwehrgranate gefunden. Die für die kontrollierte Sprengung erforderliche Evakuierung betrifft knapp 100 Menschen; der Zugverkehr Düren-Aachen muss kurzfristig eingestellt werden.
- 18. Juni: Die Stadt Düren feiert 1275 Jahre Stadtgeschichte.
- 8. Juli: Das neue Rurbad wird eröffnet.
- 13. Juli: Mit dem Erwerb des Grundstücks an der Ecke Schoellerstraße/Arnoldsweilerstraße (Total-Tankstelle) ist die Stadt Düren in Besitz einer durchgängigen Fläche von der Josef-Schregel-Straße bis zur Schoellerbrücke. Die Stadt verfügt damit über mehr als 100.000 m² Grundfläche für das Innovationsquartier.
- August: Heiratswillige können sich nun auch in der alten Stadtgärtnerei am Rande des Willy-Brand-Parks das Ja-Wort geben.
- August: Die anhaltende Trockenheit im Sommer 2022 bereitet auch in Düren Probleme. So pumpt z. B. die Feuerwehr Wasser in die Weiher an Gut Weyern, um ein Trockenfallen und damit Fischsterben zu verhindern.
- 30. Juli bis 7. August: Nach zwei Jahren coronabedingten Ausfalls findet die Annakirmes wieder statt.
- 16.–18. September: Die IG City lädt wieder zum Dürener Stadtfest ein. Trotz regnerischen Wetters werden viele Besucher gezählt.

## 2023
- 20. Januar: Die Dürener Zeitung wird mit den Dürener Nachrichten zur Dürener Zeitung vereinigt.
- 20. Januar: Offizieller Startschuss für die Modellfabrik Papier an der Josef-Schregel-Straße im Bahnhofsviertel
- 15. Mai: Die Artemed-Gruppe aus Tutzing in Bayern übernimmt das Krankenhaus Düren (vorher je 50 % Stadt und Kreis Düren)
- 22. Juni: Beginn des Abbruches der Häuser in der Josef-Schregel-Straße südlich der Bahnbrücke
- 1. Juli: In Düren tritt das Unternehmen Metsä Tissue dem Forschungsnetzwerk „Modellfabrik Papier“ in Düren bei[10]

## 2024
- Oktober: Das Kaufhaus Tietz feiert unter seinem aktuellen Namen Galeria Düren sein 130-jähriges Jubiläum. Erst im April war bekannt geworden, dass die Filiale die Schließungswelle der aktuellen Insolvenzrunde überstehen wird.
- Oktober: Das Dürener Traditionsunternehmen Sihl produziert das weltweit erste plastikfreie Fotopapier und ist für den Deutschen Nachhaltigkeitspreis nominiert.
- November: Im Zuge der anhaltenden Ermittlungen in der sogenannten Schleuseraffäre wird der Dürener Landrat suspendiert.
- Dezember: Die Pleußmühle hat wieder ein Wasserrad, welches als kleine Wasserkraftanlage dienen soll.[11]
- Dezember: Zum 50. Jubiläum findet der Dürener Weihnachtsmarkt wieder auf dem Marktplatz statt; der Wochenmarkt zieht – zunächst unter Protest der Beschicker – temporär auf den Kaiserplatz um.